# 原望奈美
原 望奈美（はら みなみ、1995年〈平成7年〉12月24日 - ）は、日本のタレントであり、女性アイドルグループ・SKE48の元メンバーである。2020年9月11日からは原田 乃叶美（はらだ のぞみ）名義で活動していた。
愛知県出身。SKE48時代はAKSに所属、卒業後はABP inc.を経てPFH Entertainmentに所属していた。

## 略歴
- 2010年9月30日、SKE48第4期生オーディションに合格（応募総数5,888名、最終合格者16名）[1]。
- 2010年12月6日、研究生からチームE初期メンバーに選抜される。
- 2011年1月1日、元旦公演においてチームEのメンバーとして初めてSUNSHINE STUDIO（SKE48劇場）のステージに立つ。
- 2011年10月6日 - 22日、舞台『中野ブロンディーズ』に出演。ゴスロリ系オタクのキット役を演じる。
- 2011年11月9日、7thシングル「オキドキ」で初の表題曲選抜入り。PVでは木下有希子、桑原みずき、原の3人組でタップダンスチームとしてダンスを披露。
- 2013年1月15日、SKE48劇場で開催されたチームKII公演において、SKE48を卒業することが発表された[2]。
- 2013年4月16日、SKE48劇場では最終出演となる卒業公演が行われた[3][4]。
- 2013年5月6日、この日に行われた11thシングル「チョコの奴隷」（劇場盤）個別握手会をもってSKE48を卒業。
- 2015年1月9日、ABP inc.への所属を報告。実際には報告より1年以上前より所属していたが、本人都合により報告できずにいた。
- 2018年7月1日、PFH Entertainmentへ移籍。
- 2019年12月31日、重大な規約違反があったとして、契約期間満了を待たずしてPFH Entertainmentより契約解除[5]。
- 2020年9月11日、原田乃叶美に改名[6]。なお、2024年現在、各種SNSでは元の名義に戻している。

## 人物
- キャッチフレーズは「北 西 東（望奈美ー!）みなぽんこと、原望奈美です」を使用[要出典]。公式ニックネームは「みなぽん」[7]。このほか「はらみな」と呼ばれることも多い[8]。
- 朝起きたらデザートを食べるのが日課[9]。好きな食べ物は、鰻重[10]、寿司。「みなさん驚かないでくださいね? 私はお寿司を食べに行くと、必ず20皿は食べます」とのこと[11]。また、グレ（メジナ）の塩焼き、サバ味噌、かわはぎの肝付けなど渋い食べ物も好む[12]。
- チーム内にダイエット部を結成し、その中心メンバーになっている[9]。
- ジャズダンスを6年間やっており、ある発表会では100人以上のメンバーから選ばれたチームのセンターを務めていた[13]。
- メンバーからは「お笑い系」と言われており、真矢ミキの声まねや美川憲一の顔まねなどのものまねが得意である[13]。

## SKE48在籍時の参加曲

### シングルCD選抜曲
SKE48名義
- 「1!2!3!4! ヨロシク!」に収録
  - 青春は恥ずかしい - 紅組名義
  - そばにいさせて
- 「バンザイVenus」に収録
  - 誰かのせいにはしない - 紅組名義
- 「パレオはエメラルド」に収録
  - パパは嫌い - 紅組名義
- オキドキ
- 「片想いFinally」に収録
  - 声がかすれるくらい - 紅組名義
- 「アイシテラブル!」に収録
  - ハレーション - セレクション8名義
  - なんて銀河は明るいのだろう - 紅組名義
- 「キスだって左利き」に収録
  - 鳥は青い空の涯を知らない - 紅組名義
- 「チョコの奴隷」に収録
  - それを青春と呼ぶ日 - 旅立ち卒業組名義

AKB48名義
- 「ギンガムチェック」に収録
  - あの日の風鈴 - ウェイティングガールズ名義

### アルバムCD選抜曲
SKE48名義
- 『この日のチャイムを忘れない』に収録
  - みつばちガール - チームE名義
  - ポニーテールとシュシュ - チームE名義

AKB48名義
- 『ここにいたこと』に収録
  - ここにいたこと
- 『1830m』に収録
  - 青空よ 寂しくないか?

### 劇場公演ユニット曲
チームE 1st Stage「パジャマドライブ」公演
- 純情主義

チームE 2nd Stage「逆上がり」公演
- エンドロール

## 出演

### バラエティ
- 知って解決!SKEっとネット（2011年2月7日・4月11日・2012年1月5日、NHK総合・名古屋放送局制作）
- 地元応援バラエティ このへん!!トラベラー（2011年3月29日、中京テレビ）
- イッテ♡恋48（2011年5月15日・22日・29日・6月5日、tvk）
- 週刊AKB（2011年9月16日、9月23日、テレビ東京）
- SKE48の世界征服女子（2011年10月24日 - 2012年7月25日・不定期出演、中京テレビ）
- AKB48コント「びみょ〜」（2011年11月17日 - 12月1日・2012年1月12日・26日、ひかりTV）
- いつありのブラ街（2020年10月5日 - 2021年3月29日、サンテレビ）MC

### ラジオ
- SKE48♥1+1は2じゃないよ!（2011年5月20日、8月23日、東海ラジオ）
- SKE48 観覧車へようこそ!!（2011年4月25日、5月23日、CBCラジオ）

### ネット配信
- SKE48の私立SPA!学園（2011年5月30日・2012年1月30日、ニコニコ動画）

- 学校の怪談 第2話「踊り場の絵」（2012年7月、BeeTV）

### 舞台
- 中野ブロンディーズ（2011年10月6日 - 10日、サンシャイン劇場・2011年10月19日 - 22日、新神戸オリエンタル劇場） - キット 役
- SHOWMAN'S「ドリームレスキュー・言うことナース！〜エピソードゼロなんですぅ〜[14]」（2015年7月8日 - 12日、新宿村LIVE） - W主演 山科千成 役
- 劇団TEAM-ODAC「真っ白な図面とタイムマシン」（2015年8月26日 - 31日、新宿・紀伊國屋ホール） - 柴森あやめ 役
- Xカンパニー「泡の恋」（2015年12月21日 - 27日、吾妻橋・アサヒアートスクエア）
- ペイフォワードプロジェクト「ヨミガエラセ屋」（2016年3月30日 - 4月3日、新宿村LIVE） - 観月茜 役
- SHOWMAN'S「ドリームレスキュー・言うことナース！〜いちもにもなくエピソード３〜[15]」（2016年4月22日- 24日、新宿村LIVE） - W主演 永井レイナ 役
- アリスインプロジェクト「時空警察クロノゲイザー[16]」（2016年7月6日 - 10日、新馬場・六行会ホール） - 主演 ハルカ・カナタ 役

### 映画
- ギャルバサラ -戦国時代は圏外です-（2011年11月26日、角川映画） - クラスメイト 役[17]。